# Vaxxed - Il film che non vogliono tu veda
Vaxxed - Il film che non vogliono tu veda (Vaxxed: From Cover-Up to Catastrophe) è un documentario statunitense del 2016 diretto da Andrew Wakefield, ex medico ed attivista antivaccinista britannico.
Nel 2019 è uscito il sequel Vaxxed II: The People's Truth.

## Trama
Le principali tematiche dell'opera comprendono la congetturata correlazione tra il vaccino MPR e l'autismo e i presunti tentativi da parte del Centers for Disease Control and Prevention (CDC) di insabbiarla.

## Produzione
Il film è prodotto da Autism Media Channel, una società a responsabilità limitata dedita alla pubblicazione di video che propagandano teorie del complotto antivacciniste, di cui Wakefield è il direttore.

## Distribuzione
La première del documentario era prevista nell'aprile del 2016 all'interno della quindicesima edizione del Tribeca Film Festival. L'attore Robert De Niro, tra i fondatori e organizzatori della manifestazione cinematografica, tramite un post su Facebook pubblicato a marzo dichiarò di essere particolarmente coinvolto dalle tematiche trattate nell'opera essendo padre di un figlio autistico. Il documentario tuttavia venne successivamente rimosso dal programma del festival, e De Niro sostenne di aver preso tale decisione dopo un'attenta analisi da parte del comitato organizzatore e di alcuni esperti scientifici. Wakefield replicò che la decisione non era altro che "l'ennesimo tentativo da parte degli interessi corporativi di censurare la libertà di espressione, l'arte e la verità".
Il documentario venne quindi presentato il primo aprile dello stesso anno all'Angelika Film Center di New York, davanti ad un pubblico di poche decine di persone. Per il 4 ottobre 2016 Bartolomeo Pepe aveva organizzato una proiezione in Senato con Wakefield presente, che avrebbe dovuto rappresentare la prima europea, ma che fu poi annullata. Il film è stato poi proiettato a Roma il 18 ottobre con il titolo Vaxxed - Il film che non vogliono tu veda, data che ha rappresentato la prima europea del film.

## Accoglienza
Sull'aggregatore Rotten Tomatoes il documentario ha ottenuto un 38%, e un voto medio di 4,3.

## Controversie
La correlazione tra vaccino MPR e autismo, sostenuta da Wakefield in una pubblicazione del 1998 sulla rivista scientifica Lancet, è stata smentita da molteplici studi. Inoltre, un'inchiesta giornalistica del giornale Sunday Times e i processi che ne sono susseguiti hanno acclarato che la pubblicazione fosse fraudolenta in quanto Wakefield aveva preso accordi con uno studio di avvocati per creare una base scientifica da presentare nelle cause intentate dai loro clienti verso le cause farmaceutiche produttrici di vaccini. La rivelazione della frode di Wakefield comportò il disconoscimento della pubblicazione da parte della maggioranza degli altri autori dello studio e il ritiro dello stesso da parte di Lancet, nonché la radiazione dall'albo di Wakefield da parte dell'ordine dei medici.